# Khatima
Khatima é uma cidade  no distrito de Udham Singh Nagar, no estado indiano de Uttaranchal.

## Demografia
Segundo o censo de 2001, Khatima tinha uma população de 14,378 habitantes. Os indivíduos do sexo masculino constituem 54% da população e os do sexo feminino 46%. Khatima tem uma taxa de literacia de 66%, superior à média nacional de 59.5%: a literacia no sexo masculino é de 73% e no sexo feminino é de 58%. Em Khatima, 16% da população está abaixo dos 6 anos de idade.